# Честер-Геп (Вірджинія)
Честер-Геп (англ. Chester Gap) — переписна місцевість (CDP) в США, в округах Воррен і Раппаганнок штату Вірджинія. Населення — 894 особи (2020).

## Географія
Честер-Геп розташований за координатами 38°51′0″ пн. ш. 78°7′53″ зх. д. / 38.85000° пн. ш. 78.13139° зх. д. (38.850028, -78.131515).  За даними Бюро перепису населення США в 2010 році переписна місцевість мала площу 5,40 км², з яких 5,40 км² — суходіл та 0,00 км² — водойми.

## Демографія
Згідно з переписом 2010 року, у переписній місцевості мешкало 839 осіб у 317 домогосподарствах у складі 231 родини. Густота населення становила 155 осіб/км².  Було 350 помешкань (65/км²).
Расовий склад населення:
| - 95,1 % — білих - 1,8 % — чорних або афроамериканців - 0,2 % — азіатів - 0,1 % — корінних американців |

До двох чи більше рас належало 2,4 %. Частка іспаномовних становила 2,4 % від усіх жителів.
За віковим діапазоном населення розподілялося таким чином: 24,4 % — особи молодші 18 років, 63,3 % — особи у віці 18—64 років, 12,3 % — особи у віці 65 років та старші. Медіана віку мешканця становила 40,3 року. На 100 осіб жіночої статі у переписній місцевості припадало 103,6 чоловіків;  на 100 жінок у віці від 18 років та старших — 103,9 чоловіків також старших 18 років.
Середній дохід на одне домашнє господарство  становив 79 382 долари США (медіана — 55 929), а середній дохід на одну сім'ю — 84 680 доларів (медіана — 57 269). За межею бідності перебувало 6,0 % осіб, у тому числі 5,2 % дітей у віці до 18 років та 5,3 % осіб у віці 65 років та старших.
Цивільне працевлаштоване населення становило 483 особи. Основні галузі зайнятості: публічна адміністрація — 28,0 %, освіта, охорона здоров'я та соціальна допомога — 21,9 %, будівництво — 9,9 %, роздрібна торгівля — 9,7 %.